# What Does that Nature Say to You
What Does that Nature Say to You (Originaltitel: 그 자연이 네게 뭐라고 하니 Geu jayeoni nege mworago hani) ist ein südkoreanischer Spielfilm von Hong Sang-soo aus dem Jahr 2025. Die Komödie handelt von einem jungen Dichter, der die Familie seiner Freundin kennenlernt. Im Laufe eines gemeinsam verbrachten Tages werden dabei schwesterliche, elterliche, eheliche, romantische, soziale und berufliche Bindungen auf die Probe gestellt. Das Werk wurde im Februar 2025 im Rahmen der Internationalen Filmfestspiele Berlin (Berlinale) uraufgeführt.

## Handlung
Der Dichter Dong-hwa bringt seine Freundin Jun-hee zum Haus ihrer Eltern. Beide kenne sich seit drei Jahren. Der Mann, etwa Mitte 30, ist erstaunt, wie groß das Anwesen ist, was ihre Familie bewohnt. Während seines Aufenthalts dort macht Dong-hwa die Bekanntschaft mit Jun-hees Vater, Mutter, ebenfalls eine Dichterin, und ihrer jüngeren Schwester. Der lange Tag kreist um Gespräche, Essen und Trinken. Ein Teil der Familie besucht einen buddhistischen Tempel am Fluss. Jun-hees Vater schlachtet für einen Eintopf eines ihrer Hühner. Beim Abendessen betrinkt sich Dong-hwa und erscheint nicht mehr als der höfliche Freund. Jun-hees Eltern sind entsetzt und fragen sich, ob er als geeigneter Mann noch in Frage kommt. Jun-hees jüngere Schwester amüsiert sich währenddessen über die Situation.

## Hintergrund
What Does that Nature Say to You ist der 33. Spielfilm des südkoreanischen Filmemachers Hong Sang-soo. Mit den Darstellern Ha Seong-guk, Kwon Hae-hyo, Cho Yun-hee, Kang So-yi und Park Mi-so hatte er bereits an vorangegangenen Filmen zusammengearbeitet.

## Veröffentlichung
Die Uraufführung des Films fand am 20. Februar 2025 im Rahmen der 75. Berlinale statt. Dort wurde der Beitrag in den Hauptwettbewerb aufgenommen. Es ist das zehnte Mal, dass ein Film Hongs im Programm des Festivals gezeigt wird.

## Auszeichnungen
Für What Does that Nature Say to You erhielt Hong seine achte Einladung in den Wettbewerb um den Goldenen Bären, den Hauptpreis der Berlinale. Im Jahr zuvor hatte er für A Traveler’s Needs mit dem Großen Preis der Jury die zweitwichtigste Auszeichnung erhalten. Im Laufe seiner Karriere wurde Hong in Berlin mit insgesamt vier Silbernen Bären geehrt.